# Hefkussen

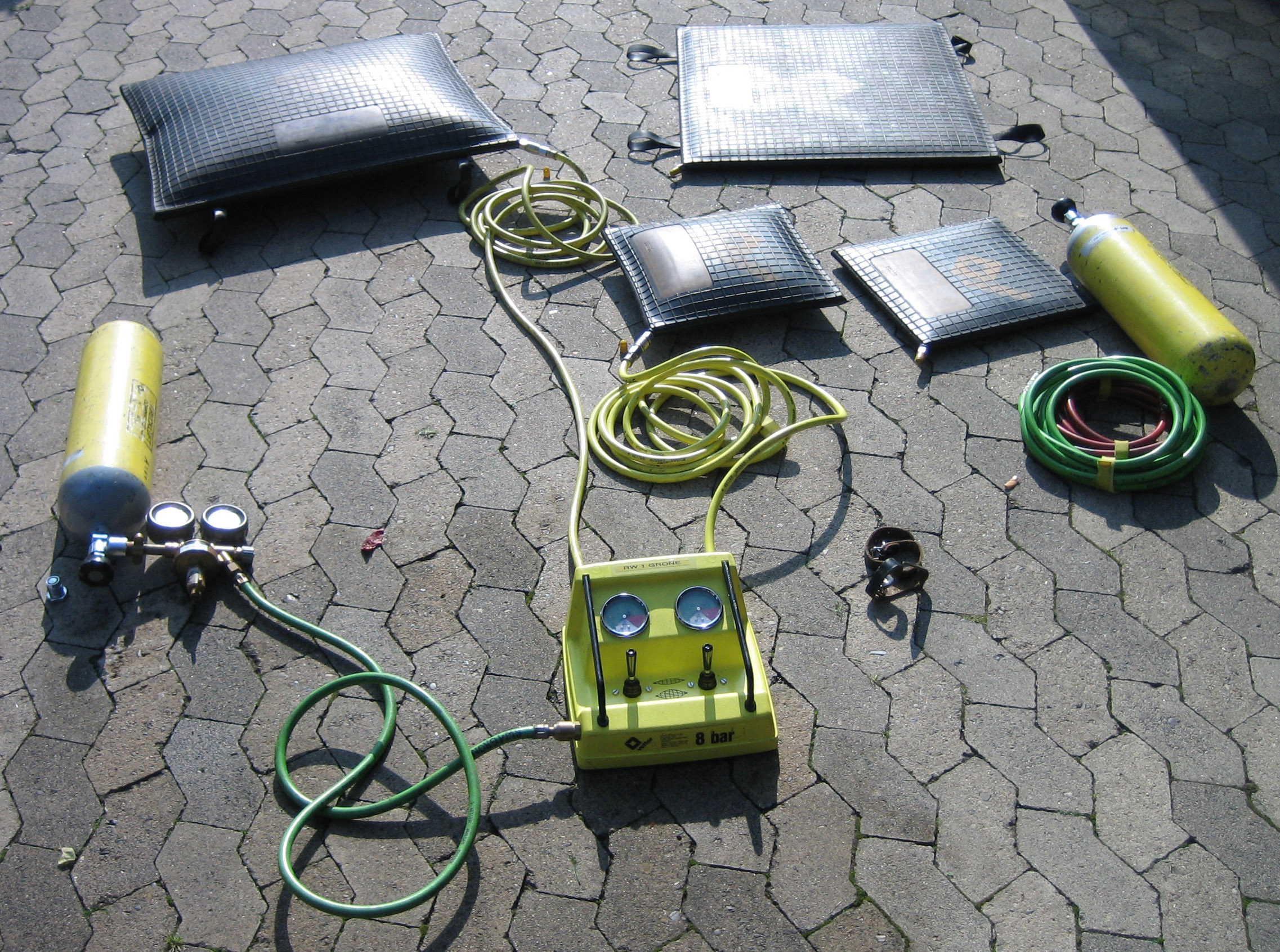
Een complete hefkussenset

Een hefkussen (Engels: jacking cushion of lifting cushion) is een werktuig bedoeld om zware lasten te heffen, of om een kracht op een voorwerp uit te oefenen. De werking berust op een volumetoename van het kussen door het toevoegen van perslucht.

## Uitvoering
Hefkussens worden van verschillende soorten rubber of kunststof gemaakt. Neopreen heeft vaak de voorkeur omdat dit bestand is tegen veel chemicaliën. De kussens worden met perslucht uit een cilinder of vanaf een compressor gevuld. Met een bedienblok met reduceerinrichting wordt de druk in het kussen en daarmee de hoogte geregeld. Sommige hefkussens hebben een slangbreukbeveiliging en/of een ventiel zodat de persluchtvoorziening afgekoppeld kan worden. Hefkussens zijn er in verschillend formaat en hefkracht.

## Toepassing
Hefkussens kunnen zowel te land als te water worden gebruikt. De maximale hefcapaciteit is afhankelijk van de afmeting van het kussenen de maximaal toelaatbare druk. Door de ballon-achtige vorm die het kussen aanneemt bij het opblazen wordt de draagkracht kleiner naarmate het kussen groter wordt opgeblazen. Dit komt doordat het contactoppervlak met de grond en de te heffen last kleiner wordt bij het opbollen van het kussen.
Onder water kan ook gebruik worden gemaakt van de opwaartse kracht en is de maximaal te bereiken hoogte afhankelijk van de diepte van het water.